# Vogelschutzgebiet Buntsandsteinfelsen im Rurtal
Vogelschutzgebiet Buntsandsteinfelsen im Rurtal este o arie protejată (arie de protecție specială avifaunistică — SPA) din Germania întinsă pe o suprafață de 315,38 ha, integral pe uscat.

## Localizare
Centrul sitului Vogelschutzgebiet Buntsandsteinfelsen im Rurtal este situat la coordonatele 50°41′18″N 6°28′56″E / 50.6883°N 6.4822°E.

## Înființare
Situl Vogelschutzgebiet Buntsandsteinfelsen im Rurtal a fost declarat arie de protecție specială avifaunistică în decembrie 2004 pentru a proteja 7 specii de animale.

## Biodiversitate
Situată în ecoregiunea continentală, aria protejată nu include niciun habitat protejat.
La baza desemnării sitului se află mai multe specii protejate de  păsări (7): buha (Bubo bubo), ciocănitoarea de stejar (Dendrocopos medius), ciocănitoare neagră (Dryocopus martius), Falco peregrinus peregrinus, sfrâncioc roșiatic (Lanius collurio), gaia roșie (Milvus milvus), viespar (Pernis apivorus).